# Règles de procédure civile (Ontario)
Pour un article plus général, voir Règles de procédure civile.
Les Règles de procédure civile constituent le règlement régissant la procédure civile dans la province canadienne de l'Ontario. Le règlement est adopté en vertu de la Loi sur les tribunaux judiciaires. 

## Objectif
Son objectif déclaré est « d'assurer la décision juste, la plus rapide et la moins coûteuse de chaque procédure civile sur le fond ».

## Organigramme résumant la procédure civile
Il existe un organigramme de Justice Ontario qui résume la procédure civile, tandis que les étapes de la médiation sont indiquées à la page 12 du tableau.

## Procès généralement sans jury
La plupart des affaires civiles au Canada sont jugées par des juges sans jury.
Bien que les demandes de procédure civile puissent être jugées devant un jury, les tribunaux disposent d'un large pouvoir discrétionnaire pour radier le jury et procéder à un procès réservé aux juges.[réf. souhaitée]

## Adoption dans d'autres ressorts de common law
Les Règles de procédure civile de l'Ontario ont été largement adoptées par le Manitoba, l'Île-du-Prince-Édouard et les Territoires du Nord-Ouest.[citation nécessaire]

## Modes de prévention et de règlement des différends
Avant d'entamer une action en justice, il existe d'autres options, comme la négociation, la médiation et l'arbitrage.